# أغوستين إيزاغيري
أوغستين مانويل دي إيزاغيري وأريشافالا (3 مايو 1768 -19 يوليو 1837) كان سياسي تشيلي شغل منصب الرئيس المؤقت لتشيلي بين عامي 1826 و1827. 

## وقت مبكر من الحياة
ولد في سانتياغو، تشيلي وهو ابن الباسكي دومينغو إيزاغوير إيسكوتاسولو وماريا روزا دي أريتكسابالا إي ألداي. درس القانون واللاهوت في Real Universidad de San Felipe، وتخرج عام 1789.كان يريد في الأصل أن يصبح كاهنًا لكنه غير رأيه لاحقًا وقرر تولي إدارة مزرعة العائلة في كاليرا دي تانجو.تزوج من ماريا تيريزا دي لارين وجوزمان بيرالتا في 13 سبتمبر 1808. طوال ما تبقى من حياته كرس نفسه للتجارة وإدارة أراضيه

## روابط خارجية
- سيرة ذاتية قصيرة باللغة الإسبانية
- مخطط الأنساب لعائلة Eyzaguirre-Larraín باللغة الإسبانية